# Карпош
Карпош (Карпуз) — болгарский герой и государственный деятель времён Турецкого ига, некоронованный король Кумановского округа. Предводитель гайдуков, вождь восстания против османской власти во время войны с Австрией в 1689 году.

## Биография
Карпош — прозвище, образованное вероятно от болгарского «карпа» — «скала, глыба». Настоящим именем Карпоша было Пётр (Петър в болгарской транскрипции). Сведения о его жизни до восстания крайне неточны и базируются во многом на народных легендах. Традиция утверждает, что он родился в селе Войник, Кумановской околии, в семье бедного мельника. Работал шахтёром в Кратово, прожил несколько лет в Валахии, а потом, на пути в родное село, был ограблен турками, после чего встал на путь вооружённой борьбы с многовековой оккупацией
Доподлинно известно лишь то, что в мае 1689 года Карпош прославился как неустрашимый предводитель гайдуков Деспото-дага, а когда турецкие власти вытеснили его оттуда, Карпош перенёс свою активность в Нишскую, Лесковачскую, Враньскую, Призренскую и Пиротскую казы. В сентябре 1689 года османы сделали попытку привлечь его на свою сторону, амнистировав и пожаловав его должностью начальника ополчения (мартолоз-баши) в Кюстендильской казе. Таким способом они хотели парализовать гайдуцкое движение… Однако, когда к Кюстендилу приблизилась победоносная австрийская армия, под командованием генерала Энея Сильвио Пикколомини, — Карпош не только не оказал ей сопротивления, но и, как предводитель крупного вооружённого отряда, возглавил восстание против турок. Он организовал свободную повстанческую территорию, независимую и суверенную, с центром в Кривой Паланке. Согласно австрийским документам, когда Пикколомини вступил в 1689 году в Приштину, его приветствовали 5.000 повстанцев, и самую крупную боевую единицу возглавлял Карпош. Контролируемую им территорию он провозгласил «свободным государством» под сюзеренитетом императора Леопольда. Турецкий хронист пишет об этом так:
Последние несколько лет появился и какой-то неверный по прозвищу Карпош, который, предводительствуя разбойниками-гайдуками, провозгласил себя королём Куманова и по его желанию император Австрии отправил ему колпак.

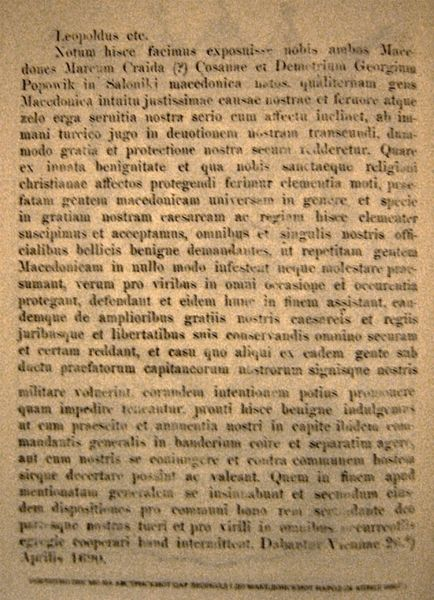
Письмо Леопольда I о поддержке Карпоша

Этот «колпак», наряду с титулом «Kiral von Kumanova», под которым Карпош упоминается в тогдашних австрийских документах, следует трактовать как официальное принятие австрийской короной земель Македонии под свою руку. Карпош был произведён в генералы австрийской службы. В помощь ему был прислан австро-венгерский отряд, поступивший под его команду. Город Куманово, в то время — крупный экономический центр северо-востока Северной Македонии — стал столицей Карпошева королевства после Кривой Паланки. В Куманове и в Кривой Паланке Карпош провёл фортификационные работы. Соседние города Табановце, Нагоричане, Стрезовце и Клечовце признали над собой власть Карпоша… Совместными усилиями повстанцы Карпоша и австрийцы взяли Скопье. Но далее началась полоса неудач.
После смерти генерала Пикколомини от холеры (9 ноября 1689 г.) и отступления австрийской армии, Карпош попытался сопротивляться османской власти в одиночку, но его гайдуки были быстро разгромлены соединёнными силами турок Мустафы-паши-Кепрюлю-заде и крымских татар хана Селим-Гирея. Куманово и соседние города были разорены турками.

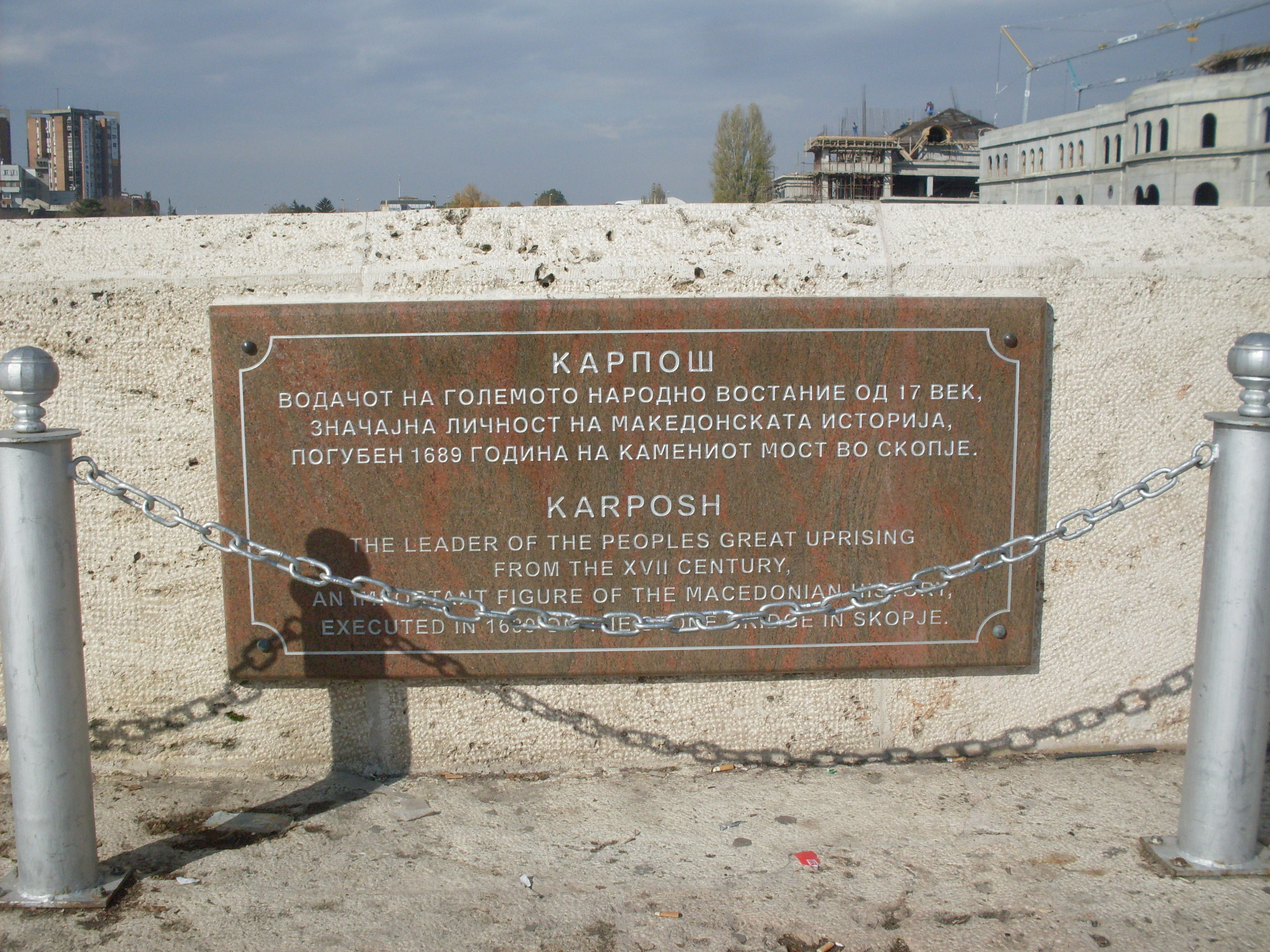
Мемориальная табличка в Скопье на месте казни Карпоша

О дальнейшей судьбе Карпоша имеются противоречивые сведения. По некоторым данным, после подавления восстания, он был посажен на кол османскими властями на Каменном мосту, в центре Скопье. Впоследствии на месте предполагаемой казни кумановского короля была установлена мемориальная табличка — но вопрос о реальном месте и времени смерти Карпоша до сих пор остаётся открытым. Не имел верных сведений о его судьбе и Леопольд I. 26 апреля 1690 г. Леопольд издал указ принятии всех македонских христиан под свою защиту.